# Avalancha de la Marmolada de 2022

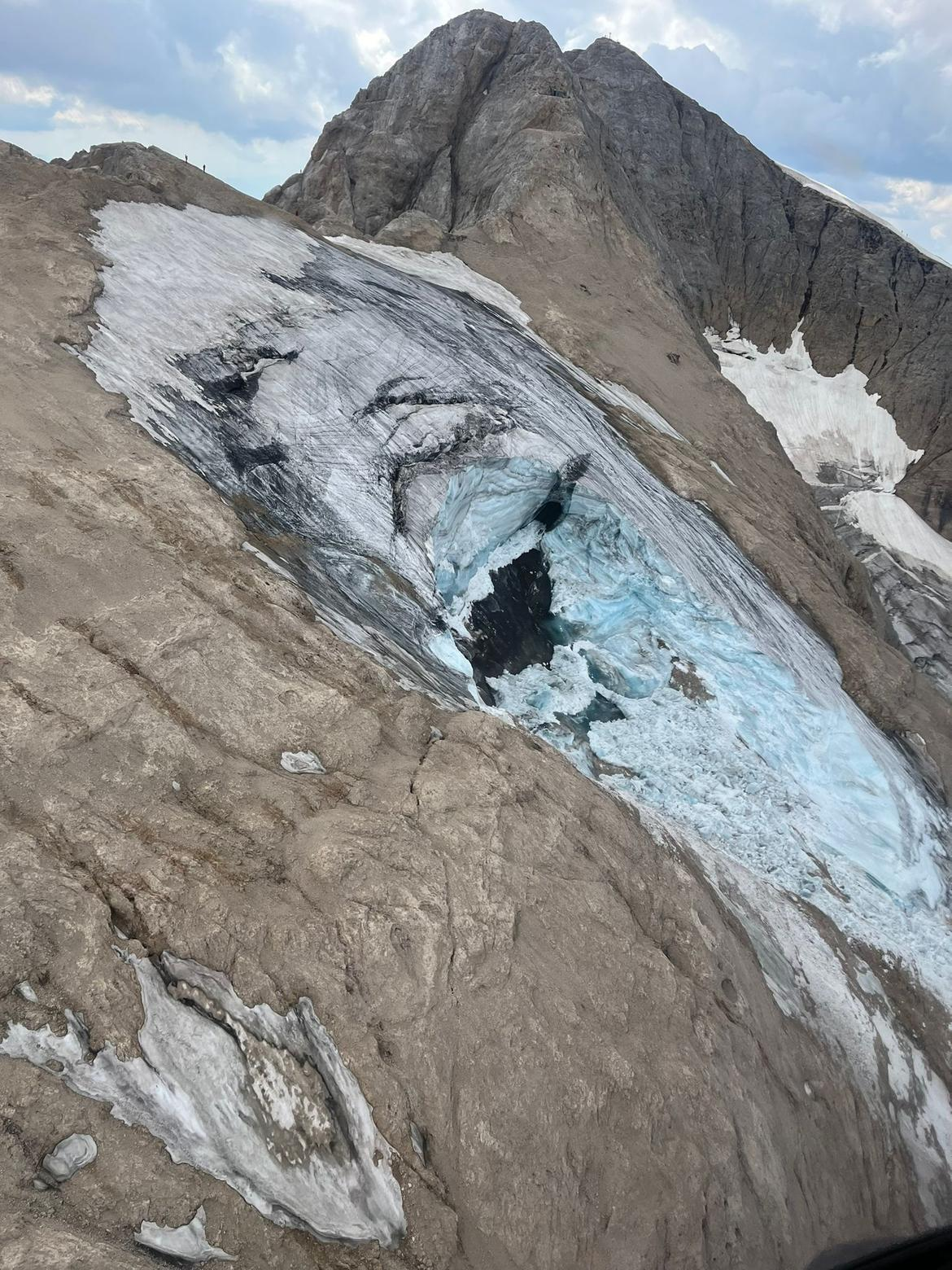
Glaciar en el macizo de Marmolada. Julio de 2022.

El 3 de julio de 2022, un serac se derrumbó en la montaña de Marmolada, en los Dolomitas, en la frontera regional entre Trentino y Veneto, Italia. Once personas murieron y ocho resultaron heridas. El colapso a gran escala del serac provocó uno de los accidentes más graves en los Alpes en las últimas décadas.
Antes del colapso, el área había visto una ola de calor temprana, y la cima de la Marmolada registró temperaturas anormalmente altas de alrededor de 10 °C (50 °F). El colapso ocurrió cerca de Punta Rocca a una altura de 3.309 metros (10.856 pies), una ruta utilizada por los escaladores para llegar a la cima.

## Avalancha
En la tarde del 3 de julio, alrededor de las 13:45, una avalancha masiva fue provocada por un serac que colapsó debido a las altas temperaturas, que alcanzaron los 10 °C el día anterior a la tragedia. A una altitud de 2800 metros, el extremo inferior de un glaciar se rompió. El desprendimiento tenía un ancho de 80 metros y una altura de 25 metros aproximadamente. El volumen separado se estimó en 65.000 ± 10.000 metros cúbicos. Las masas de hielo y roca cayeron varios cientos de metros por la ladera norte hacia la ruta de senderismo que pasaba por debajo de la cumbre y justo antes del embalse de Fedaia, a aproximadamente 1,5 kilómetros de distancia. La ruta de senderismo estaba muy frecuentada debido a la hora de la tarde de un domingo de verano.
Los rescatistas de montaña describieron el suceso como un incidente extraordinario que no podía compararse con una avalancha normal. Según las suposiciones iniciales, las altísimas temperaturas de los días anteriores fueron un factor que condujo al accidente. En la cima de la montaña se habían medido 10 °C el día anterior al accidente. Además, en el invierno anterior habían caído muchas menos precipitaciones de lo habitual, por lo que el glaciar carecía de una capa aislante de nieve como protección contra el sol y las altas temperaturas. Reinhold Messner vio el accidente como una consecuencia del cambio climático. En una evaluación inicial, el glaciólogo Georg Kaser también asumió que el agua de deshielo había penetrado en el glaciar y se había acumulado debajo de él, sirviendo finalmente como lubricante para las masas de hielo.
Los rescatistas usaron drones térmicos para buscar posibles sobrevivientes poco después del colapso y los sobrevivientes fueron trasladados en helicóptero desde la ladera de la montaña.

## Consecuencias
El gobernador regional de Veneto, Luca Zaia, informó que la unidad de rescate alpino compartió un número de emergencia para que las personas llamaran si sus seres queridos no habían regresado de las excursiones en la montaña.
Al día siguiente del accidente, el primer ministro italiano, Mario Draghi, visitó la localidad de Canazei, donde se encontraba el centro de operaciones de las fuerzas de rescate. El presidente Sergio Mattarella y otros altos políticos expresaron sus condolencias, y el Papa Francisco respondió con un llamado a "encontrar nuevos caminos conscientes de la humanidad y la naturaleza" frente al cambio climático.